# Tom Clancy's Splinter Cell: Chaos Theory
Tom Clancy's Splinter Cell: Chaos Theory (укр. Теорія Хаосу) — відеогра в жанрі стелс-екшн, третя частина серії Splinter Cell. Гра була розроблена студією Ubisoft Montreal і видана компанією Ubisoft в США та Європі в березні 2005 року для платформ Xbox, PlayStation 2, GameCube та Windows. Також були випущені портативні версії для Nintendo DS та N-Gage. Планувалася версія для Game Boy Advance, але її відмінили. У Росії та країнах СНД, локалізовану версію гри випустила компанія GFI. Головного героя Сема Фішера озвучив актор Майкл Айронсайд, також повернувся актор озвучує Ірвінга Ламберта, Дон Джордан, якого в Splinter Cell Pandora Tomorrow заміняв Денніс Хейсберт. Саундтрек до гри написаний відомим електронним музикантом Амоном Тобіна і вийшов в 2005 році на лейблі Ninja Tune.

## Історія
Витоки Теорії Хаосу беруть початок у грі Tom Clancy's Splinter Cell, коли Канадський хакер Філіп Массі винайшов комп'ютерні алгоритми, так звані «Коди Маса», які використовувалися для інформаційної війни в Америці.
Історія в основному відбувається в країнах Азії в 2007 році. Гра починається з того, що якийсь Брюс Моргенхольт, програміст, колись працював з Філіпом Массом над проектом «Ватсон», був захоплений Перуанської організацією під назвою «Глас народу», лідером якої є якийсь Уго Ласерда. Сем Фішер був посланий в Перу на порятунок Брюса, але приїхав туди занадто пізно. Брюс Моргенхольт був мертвий. Пізніше з'ясовується, що Уго Ласерда покинув Талара і поплив на кораблі під назвою «Марія Нарциса». Сем проникає на корабель і вбиває Ласерда. Відразу після цього з'ясовується, що панамський банк фігурував у справі з контрабандою зброї, якою займався Ласерда і цей банк проводив операції Ласерда і його партнерів. Фішеру дається завдання: з'ясувати від чийого імені пройшов платіж Ласерда за організацію викрадення Моргенхольта, і в той же час зробити це так, щоб виглядало все як пограбування. Далі з'ясовується, що підозри впали на Зеркезі, колишнього колегу Моргенхольта, який з якимсь Дворак збирає засекречені відомості про бойові алгоритмах, відомих як «Коди Маса». Сем потрапляє в центр Нью-Йорка, і з'ясовує, що Дворак — це машина з нескінченним кодом чисел, яке оновлює сам себе, і видає все точніше уявлення самого себе. Також з'ясовується, що Дісплейс, охоронна компанія, створена старим другом Фішера, Дугласом Шетландом, здійснює охорону Зеркезі, який найняв Лассерду для викрадення Моргенхольта. Сем проникає в їх штаб-квартиру в Мідтауні і з'ясовує, що фірма Шетланда замішана у справі з кодами Маса і вони перевезли Зеркезі в Японії, на острів Хоккайдо. Фішеру було дано завдання доставити його, щоб Третій Ешелон міг допитати Зеркезі, і з'ясувати роль Дісплейс, проте Шетланд вбиває Зеркезі, а сам летить на гелікоптері. Тим часом, з одного з батарей берегової артилерії СКА був здійснений запуск ракети, яка потопила Американський крейсер Уолш. Тепер, коли Зеркезі мертвий, а світ стоїть на порозі війни, Фішеру необхідно з'ясувати, чи навмисно була запущена північнокорейська ракета, що потопила крейсер «Уолш», або запуск був ініційований сигналом, що використовують коди Масса. З'ясувалося, що це саме так. Але тим часом війська Північної Кореї вторглися до Сеула. Місто практично зруйнований. А сигнал, який призвів до затоплення крейсера пройшов саме через Сеул. Але Фішер встиг дістатися до дисків в будівлі інформаційного каналу і вони дивом не потрапили до рук СКА, що послужило б виправданням вторгнення Північної Кореї. Він дістався до даху і передав дані через безпечний канал. Але літак, на борту якого знаходилися копії даних, був збитий, а Фішеру даний наказ підірвати літак, щоб дані не потрапили до рук військам СКА. Тим часом Дуглас Шетланд був помічений в Токіо. Він планує зустрітися з солдатами ІСБ. Фішер підслуховує переговори, і вбиває Шетланда. Пізніше з'ясувалося, що Адмірал Тоширо Отомо і японська ІСБ винні у військових діях між Кореєю і США. Сем пробирається всередину, зупиняє запуск нової, вже Японської ракети і доставляє Отомо до військ США.

## Місії
- Маяк Пунто Бланко на околиці Талара, Перу. 24 червня 2007. Знайти Брюса Моргенхольта
- Тихий океан, 90 км на південний захід від Панамського каналу. 28 червня 2007. Вбити Угу Ласерда.
- Банк МКАС, місто Панама, Панама. 28 червня 2007. Довідатися хто поставляв зброю Угу Ласерда.
- США, Нью-Йорк, округ Манхеттен Гармент, пентхаус Абрахимов Зеркезі. 29 червня 2007. Встановити особу Дворака
- Офіси Дісплейс Інтернешнл, США, Нью-Йорк, Мідтаун. 29 червня 2007. Дізнатися чи причетна Дісплейс до справи Зеркезі або просто охороняє його.
- Японія, острів Хоккайдо, приватний особняк на околиці Саппоро. 4 липня 2007. Викрасти Зеркезі.
- Північна Корея, околиця Пупорі, батарея берегової артилерії СКА. 6 липня 2007. Дізнатися чи навмисно КНДР потопила крейсер Уолш.

Сеул * 1, Південна Корея
- Сеул 2, Південна Корея
- Японія, Токіо, Купальні в окрузі Сіндзюку
- Міністерство оборони Японії, Токійський затока, Токіо, Японія

Co-op:
- Тренувальна база Третього Ешелону, форт Мід, Меріленд, США
- Адміністрація Панамського каналу, місто Панама, Панама
- Сеул 3, Південна Корея
- Бункер Хімічних військ, околиця Намп'о-сі, Північна Корея
- Вокзал, Манхеттен, Нью-Йорк, США
- Атомна електростанція, Йогнбон, Північна Корея
- Штаб-Квартира ООН, Манхеттен, Нью-Йорк, США

## Відгуки
| +                           | Джерело                                                    | Оцінений |
| Absolute Games              | 90%                                                        |          |
| Ігроманія                   | 8.5/10                                                     |          |
| Edge                        | 8/10                                                       |          |
| Game Informer               | 9.75/10                                                    |          |
| GamePro                     | 4.5/5                                                      |          |
| GameSpot                    | 8.4/10                                                     |          |
| GameSpy                     | 5/5                                                        |          |
| IGN                         | 9.6/10                                                     |          |
| Official Xbox Magazine      | 9.9/10                                                     |          |
| Play Magazine               | 9.5/10                                                     |          |
| TeamXbox                    | 9.8/10                                                     |          |
| Game Rankings.com           | 94%                                                        |          |
| Metacritic                  | 94/100                                                     |          |
| MobyRank                    | 94/100                                                     |          |
| Game Rankings.com           | 94%                                                        |          |
| Джерело                     | Категорії                                                  |          |
| E3 2004 Game Critics Awards | Найкраща гра на PC/Найкращий Екшн/Найкраща якість графіки. |          |
| Game Informer               | 50 найкращих ігор 2005 року                                |          |
| Official Xbox Magazine      | Гра № 1 для Xbox 2005 року.                                | +        |